# Car Tenk
Car Tenk, poznat i pod imenom Lebedenkov tenk je bio pomalo neobično rusko oklopno vozilo koje je razvijeno tijekom 1916. – 1917. godine. Njegovi dizajneri i konstruktori su bili: N. Lebedenko, Nikolai Zhukovsky, Boris Stechkin, Alexander Mikulin. Projekt je odbačen nakon testiranja, gdje se Car Tenk pokazao ranjivim na artiljerijsku paljbu. 
Car Tenk je bio drugačiji od većine tadašnjih tenkova prvenstveno zato što je umjesto gusjenica ima princip trocikla s dva velika kotača sprijeda i jedan mali straga. Prednja dva kotača su imali promijer oko 9 metara, dok je onaj stražnji, koji je bio i manji, 1,5 metara. Veliki kotači trebali su osigurati laku prohodnost po neravnom terenu, no loša raspodijela težine rezultirala je stalnim ukopavanjem i zapinjanjem stražnjeg, manjeg kotača.  

## Vanjske poveznice
- Landships
- http://www.landships.freeservers.com/lebedenko_info.htm
- https://web.archive.org/web/19991125021854/http://www.geocities.com/MadisonAvenue/Boardroom/7104/tsar/tsar_tank_main.htm